# 史可加瀑布
史可加瀑布是冰島的一座瀑布，位於南部的東朗高爾辛市鎮，距離斯科加爾約5公里處。
史可加瀑布是冰島境內的一座大型瀑布，寬25公尺，高度約60公尺。這座瀑布多次在電影或影集中出現，包含雷神2：黑暗世界以及權力遊戲第八季。